# الینا زوروا
الینا زوروا ((به بلاروسی: Эліна Зверава)؛ زادهٔ ۱۶ نوامبر ۱۹۶۰) پرتاب‌گر دیسک اهل بلاروس است.
از افتخارات وی می‌توان به کسب مدال طلا پرتاب دیسک در بازی‌های المپیک تابستانی ۲۰۰۰ اشاره کرد.